# Plaza de la Victoria (Minsk)
La plaza de la Victoria (en bielorruso: Пло́шча Перамо́гі) es un espacio público ubicado en el centro de la ciudad de Minsk, en el cruce de la avenida de la Independencia y la calle Zakharau. La plaza se encuentra en el centro histórico de Minsk cerca del museo del 1.erCongreso del RSDRP, las oficinas principales de la televisión estatal y la Radio Nacional y la Casa de los Matrimonios de la ciudad (el registro civil donde se celebran las bodas). Un parque se extiende desde la plaza de la Victoria hasta el río de Svislach y la entrada del Parque Gorky. La plaza de la Victoria es el punto de referencia en Minsk. En ella tienen lugar los desfiles festivos. Existe la tradición de que los recién casados se hagan una fotografía en la plaza. Transporte: metro Ploshcha Peramogi; tranvías 1,3,4,6,8,10 y 11.

## Monumento a la Victoria
Una réplica de 3 metros de la Orden de la Victoria corona una columna de granito de 38 metros de altura erigida en el centro de la plaza. En la base del monumento se halla la Espada Sagrada de la Victoria. El monumento fue construido en 1954 en honor a los soldados del Ejército Soviético y los partisanos de Bielorrusia. Los escultores fueron Z. Azgur, A. Bembel y S. Selikhanau. Los arquitectos, U. Karol y G. Zagorski.
En los cuatro lados del pedestal hay relieves en bronce con imágenes temáticas: "9 de mayo de 1945", "El Ejército Soviético durante la Gran Guerra Patria", "Partisanos Bielorrusos", y "Honor a los Héroes que dieron su vida por la liberación".
Las cuatro coronas de bronce que hay alrededor del obelisco representan los cuatro frentes. Los soldados de estos frentes dieron su vida luchando para liberar Bielorrusia de los invasores nazis Alemanes.

Vista panorámica nocturna de la plaza de la Victoria.

## Historia de la Construcción

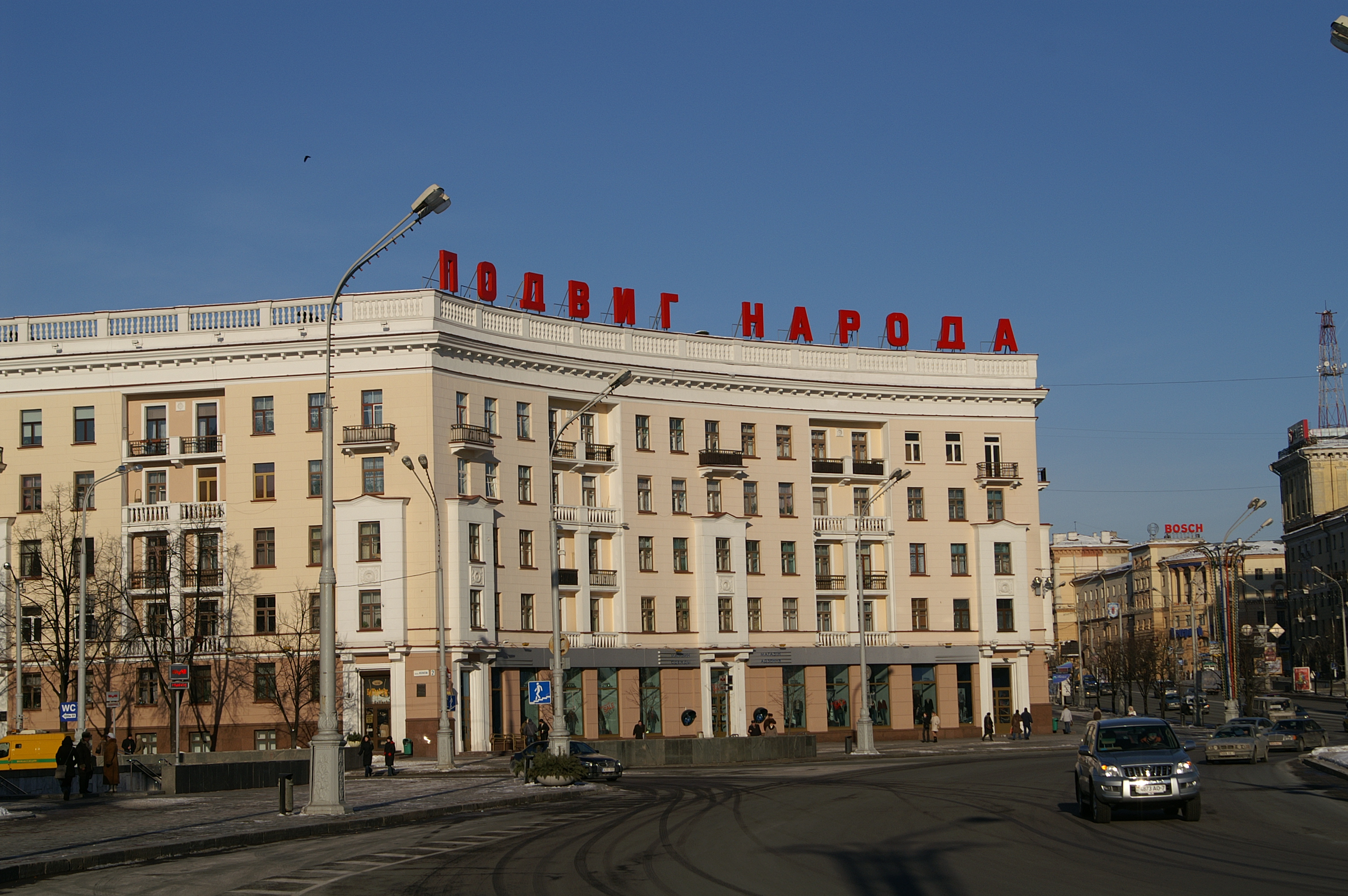
Edificios que rodean la plaza de la Victoria. Las letras en rojo sobre los edificios dicen "La heroica deuda del pueblo es inmortal".

Antes de 1958 la plaza se llamaba "Kruglaya" (Circular). Los constructores, dirigidos por el arquitecto R. Stoler, comenzaron construyendo dos edificios con fachada circular alrededor de la plaza. Durante la Gran Guerra Patria los edificios fueron parcialmente destruidos. R. Stoler volvió a Minsk en 1957 para ayudar a reconstruir estos edificios. Antes de la Gran Guerra Patria un tranvía recorría la calle Sovetskaya y atravesaba la plaza. Antes de la construcción del Monumento a la Victoria había una piedra conmemorativa cercada por una cadena.
En 1946, el gobierno de la RSSB convocó un concurso para el diseño del Memorial de la Victoria. En un principio se planeó ubicarlo en la vecindad de la actual plaza "Kastrychnitskaya" (octubre). El diseño seleccionado preveía un monumento de 48 metros en mármol blanco rosado. Para inaugurar el memorial en el 10º aniversario de la liberación de Bielorrusia, se ajustó el diseño para utilizar mármol gris y la altura de la columna se redujo 10 metros.
Las canteras ucranianas cercanas a Dnipropetrovsk y a Zhytomyr suministraron el granito para la construcción. La Academia Imperial de las Artes, de Leningrado, confeccionó el mosaico para la Orden de la Victoria. Tallistas ucranianos esculpieron los relieves en el granito. La fábrica "Monumentskulptura" de Leningrado moldeó los relieves en bronce, la espada y las coronas.
El 3 de julio de 1961, en el 17.º aniversario de la liberación de Minsk, el Ciudadano de Honor de Minsk, Héroe de la Unión Soviética, coronel general Alekséi Burdeini encendió la Llama Eterna en los cimientos del obelisco.
En 1984, los arquitectos B. Larchenko, B. Shkolnikov y K.Vyazgin rediseñaron la plaza, cambiando su forma circular por una ovalada, para encajar las salidas de la estación de metro. El 1 de julio de 1984 se montaron bloques de granito con cápsulas que contenían tierra de las Ciudades Heroicas Soviéticas: Moscú, San Petersburgo, Volgogrado, Kiev, Odessa, Sebastopol, Kerch, Novorosíisk, Tula, y la Fortaleza de Brest. En 1985 se añadieron cápsulas con tierra de las Ciudades Heroicas de Smolensk y Murmansk.

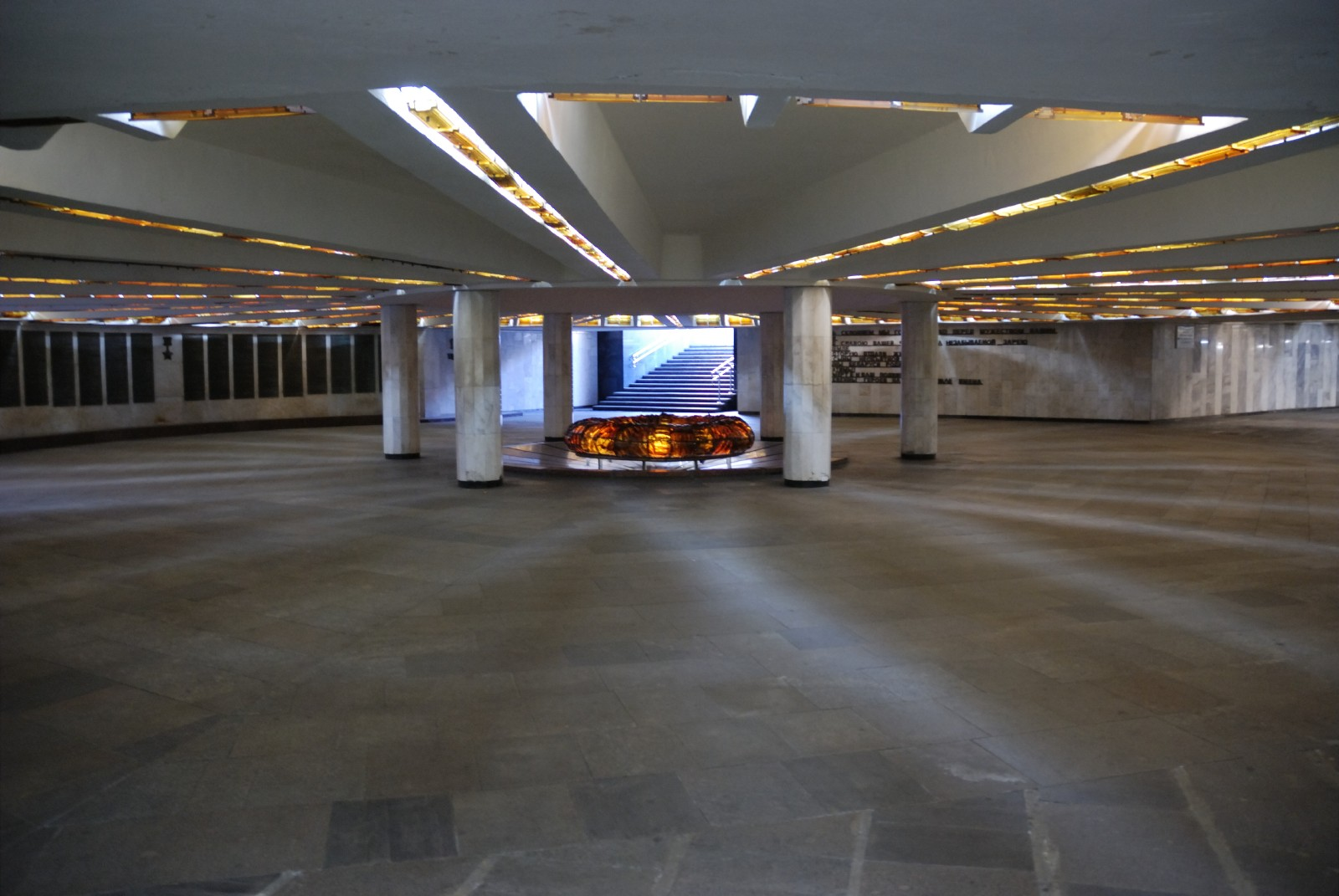
Sala Memorial, en el paso subterráneo.

El 8 de mayo de 1985, en conmemoración del 40.º aniversario de la Victoria en la Gran Guerra Patria, se inauguró una Sala Memorial en el paso subterráneo que hay bajo la plaza de la Victoria. La Sala honra a los Héroes de la Unión Soviética que dieron su vida para liberar a Bielorrusia de la ocupación Nazi. Una galería circular bajo la plaza conecta el paso subterráneo con la Sala Memorial. El artista V. Pozhyak confeccionó una corona de cristal iluminada en el centro de la Sala. Una estrella en bronce de Héroe de la Unión Soviética está incrustada en la pared de la Sala. En dicha pared hay una lista de 566 nombres de personas nacidas en Bielorrusia y otras repúblicas Soviéticas; son aquellos que lucharon para liberar a Bielorrusia, quienes recibieron la condecoración de Héroe de la Unión Soviética por sus hazañas heroicas.

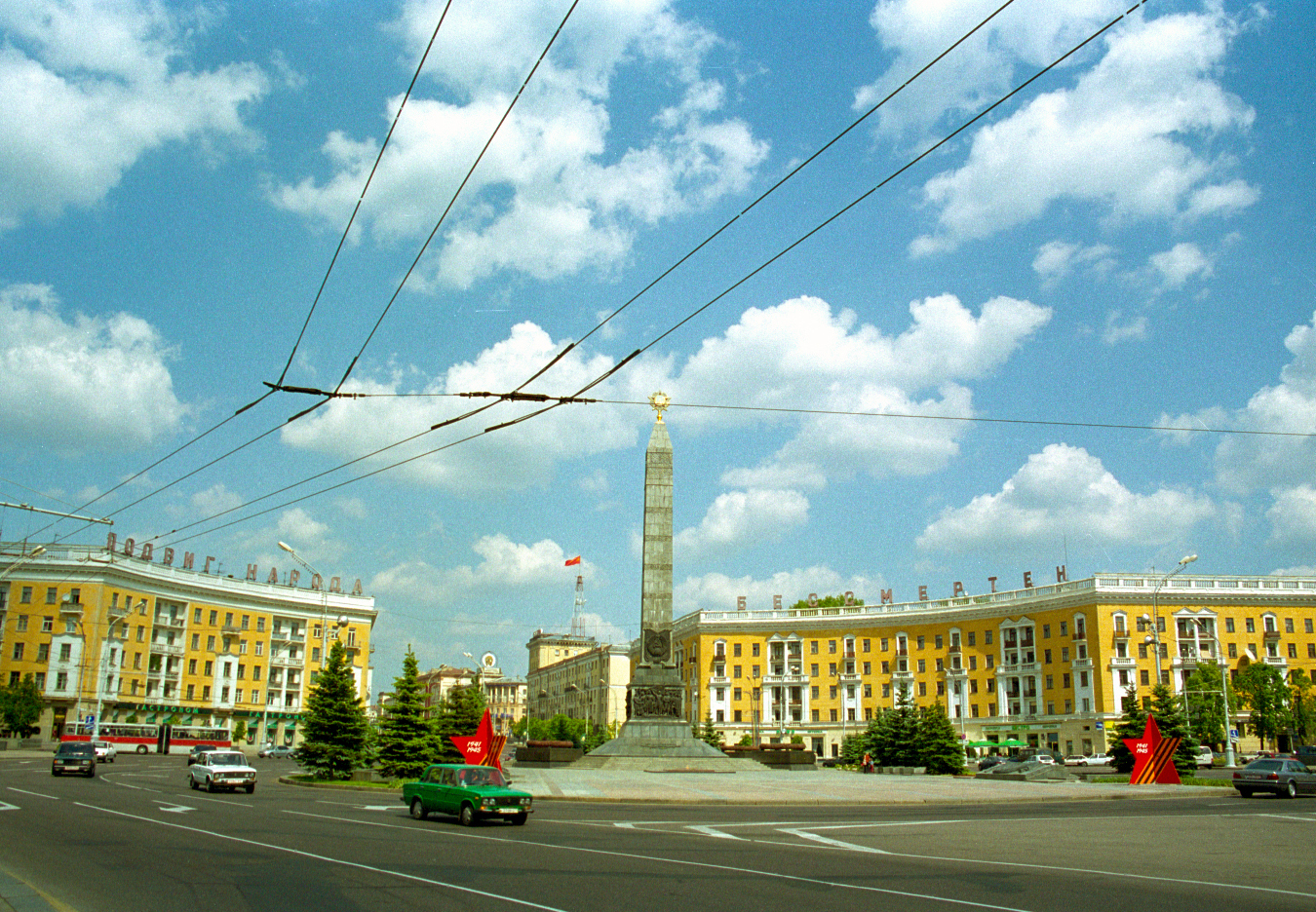
Plaza antes de la remodelación de 2003.

En 2003, la plaza fue ligeramente remodelada para mejorar la estabilidad del monumento, debido a los daños causados por los trenes del metro que circulan por debajo, y sustituir los viejos abetos por césped.